# Plutimikation
Plutimikation (im schwedischen Original: Pluttifikation) ist eine Wortneuschöpfung aus dem Kinderbuch Pippi Langstrumpf.

## Hintergrund
In dem Wort kommt das Misskonzept einer Rechenoperation der Protagonistin (Pippi Langstrumpf), die aus einer Schulverweigerungshaltung heraus agiert, zum Tragen. Pippi ist eine unangepasste, von der Kinderbuchautorin Astrid Lindgren geschaffene Kinder-Helden-Figur. Sie löst mit ihrem „freien“ Verhalten Grenzen und Regeln auf. So ist die Plutimikation eine logische Konsequenz aus dem freien Denken dieses Kindes, ausgeweitet auf das Gebiet der Mathematik.
Der Begriff wird häufig im außermathematischen Bereich verwendet.
Außerdem schrieb Astrid Lindgren in den 1980er Jahren den Text für das Lied Pluttifikation. Es wurde von Georg Riedel komponiert und von Siw Malmkvist im Pippi Langstrumpf – Musical gesungen. Eine deutsche Version des Liedes gibt es nicht.

## Rezeption außerhalb der Werke von Astrid Lindgren
Als Arbeitsmaterial für das Offene Lernen und die Freiarbeit in der Montessoripädagogik erschien 2016 Plutimikation – das Einmaleinskartenspiel von Wolfgang Schmidt.